# Cornel-Mircea Sămărtinean
Cornel-Mircea Sămărtinean (n. 2 decembrie 1967, Secusigiu, România) este un politician român, fost deputat în Parlamentul României în legislaturile 2012-2016 și 2016-2020.
A fost director al Aeroportului Timișoara.

## Controverse
Pe 30 mai 2014, Cornel Sămărtinean au fost pus sub urmărire penală de DNA într-un dosar privind închirierea unor spații din Aeroportul Timișoara.
În același dosar sunt urmăriți și președintele PDL Timiș, Constantin Ostaficiuc (fost șef al Consiliului Județean) și deputatul PDL Alin Popoviciu.
Pe 5 aprilie 2021 Înalta Curte de Casție și Justiție l-a achitat definitiv pe Cornel Sămărtinean în acest dosar.